# Soluto

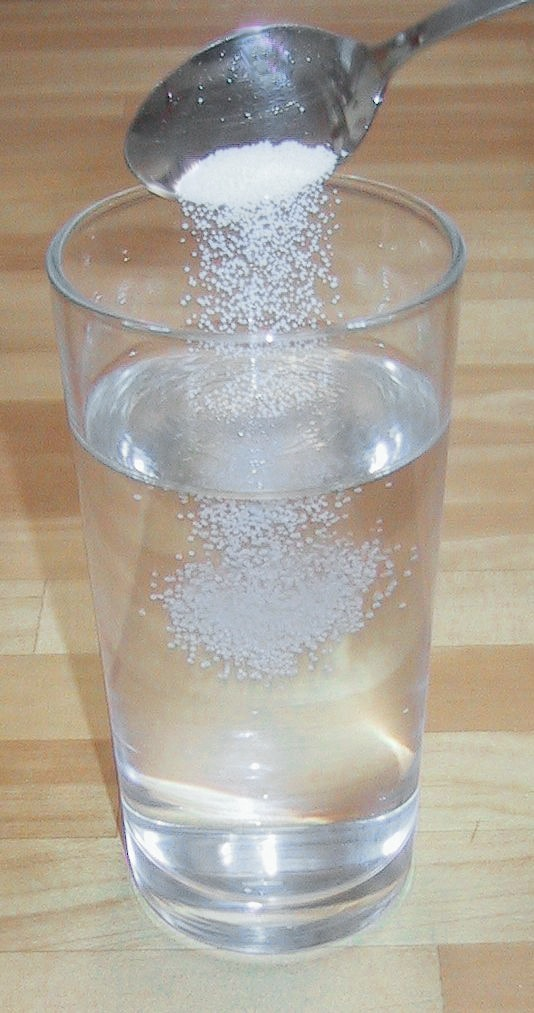
Sal (soluto) que se disuelve en agua (disolvente).

En una disolución, el soluto es la sustancia que se disuelve, es decir, que se combina con otra sustancia, que es el disolvente, por lo que se puede encontrar en un estado de agregación diferente al comienzo del proceso de disolución y experimentar una transición de fase.
En muchas ocasiones está en menor proporción al disolvente.

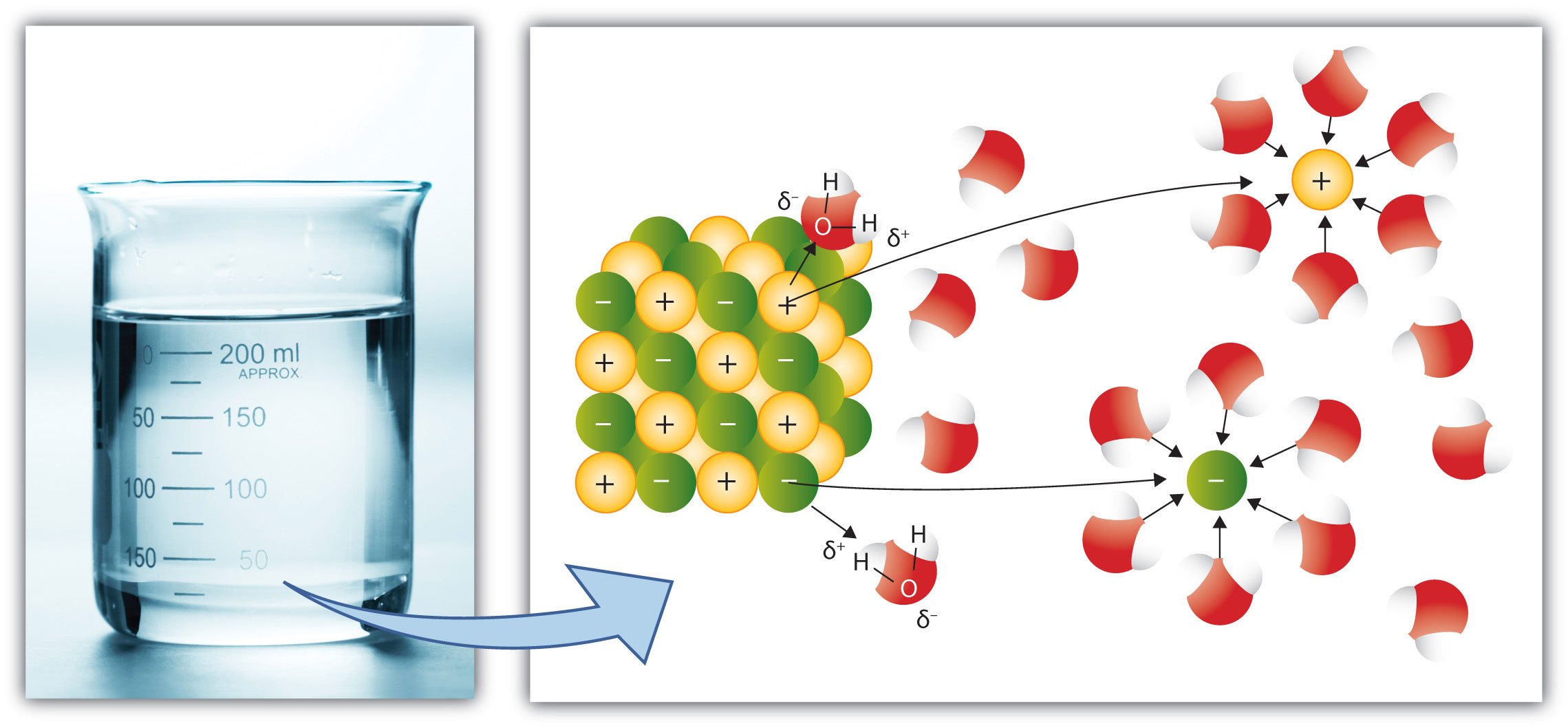
Esquema molecular de la disolución de cloruro de sodio en agua.

Lo más habitual es que se trate de un sólido en un disolvente líquido, lo que origina una disolución líquida. Una de las características más significativas de una disolución suele ser su concentración de soluto, es decir la medida de la cantidad de soluto contenida en ella.
Cuando la disolución está formada por dos sustancias en el mismo estado como en una disolución líquido-líquido es difícil establecer cual es el soluto y cual el disolvente. Generalmente se acepta que el soluto es la sustancia que está en menor cantidad, siendo el disolvente la sustancia en mayor cantidad. Por ejemplo: en una disolución que contenga 5 centilitros de alcohol y 95 centilitros de agua, el alcohol sería el soluto y el agua el disolvente.

Solvatación de un ion de sodio con agua.

Otra característica a considerar sería la facilidad para disolverse o solubilidad que pueda presentar en el disolvente. La solubilidad de un compuesto químico depende en gran medida de su estructura molecular. En general, los compuestos iónicos y moleculares polares son solubles en disolventes polares como el agua o el etanol; y los compuestos moleculares apolares en disolventes apolares como el hexano, el éter o el tetracloruro de carbono.